# Z4 Richard Beitzen
Z4 «Рі́хард Бі́тцен» (нім. Z4 Richard Beitzen) — військовий корабель, ескадрений міноносець типу 1934 Кріґсмаріне за часів Другої світової війни.
Есмінець Z4 «Ріхард Бітцен» був закладений 7 січня 1935 року на верфі Deutsche Werke у Кілі, 30 листопада 1935 року спущений на воду, а 13 травня 1937 року введений до складу військово-морських сил Третього Рейху.
На початку 1939 року залучався до окупації Мемеля. На початку Другої світової війни Z4 «Ріхард Бітцен» спочатку діяв у складі сил блокування польського узбережжя, але незабаром переведений до Каттегата для перевірки нейтрального судноплавства на предмет контрабандних товарів. Надалі брав участь у постановці мінних полів біля берегів Норвегії та Англії. З літа 1941 року діяв в арктичних водах у складі 6-ї флотилії есмінців. Супроводжував німецькі транспортні конвої в Арктиці. Супроводжував німецькі два лінкори і важкий крейсер, коли вони проривалися з Бреста через Ла-Манш до Німеччини. У грудні 1942 року бився в бою в Баренцовому морі
Значну частину 1943 року Z4 «Ріхард Бітцен» провів, супроводжуючи кораблі до Норвегії та з неї, поки в листопаді есмінець не сів на мілину. Корабель був серйозно пошкоджений, ремонт тривав до серпня наступного року, доки він повернувся до Норвегії. У жовтні 1944 року з есмінцем знову стався інцидент з посадкою на мілину, цього разу він ремонтувався до лютого 1945 року. У квітні під час супроводження конвою Z4 «Ріхард Бітцен» був сильно пошкоджений авіацією і на момент завершення війни в Європі перебував на ремонті.
Зрештою Z4 «Ріхард Бітцен» був переданий британцям, коли вцілілі німецькі військові кораблі були розділені між союзниками після війни. Британський флот фактично не використовував корабель до того, як його списали та розібрали на брухт у 1949 році.

## Історія служби
У квітні 1938 року Z4 «Ріхард Бітцен» здійснив візит до норвезького порту Ульвік разом з однотипними есмінцями Z-2 «Георг Тіле» та Z3 «Макс Шультц». 26 жовтня корабель увійшов до 1-ї флотилії есмінців (нім. 1. Zerstörer-Flottille), а в грудні Z4 «Ріхард Бітцен» разом з Z-1 «Леберехт Маасс», Z-2 «Георг Тіле» і Z3 «Макс Шультц» відплили до району біля узбережжя Ісландії, щоб оцінити їхню плавучість після модернізації в умовах північноатлантичної зими. З 23 по 24 березня 1939 року корабель був одним із есмінців, які супроводжували Адольфа Гітлера на борту «кишенькового» лінкора «Дойчланд» в ході окупації Мемеля. У квітні та травні 1939 року есмінець брав участь у навчаннях флоту в західному Середземномор'ї та кілька разів відвідував порти Іспанії та Марокко.

### Початок Другої світової
З початком Другої світової війни Z4 «Ріхард Бітцен» виконував завдання в західній частині Балтії, залучаючись до посилення блокади Польщі, але незабаром його перевели в Каттегат для перевірки нейтральних суден на предмет контрабандних товарів. У ніч з 12 на 13 грудня німецькі есмінці здійснили бойовий похід, поставивши мінні поля біля узбережжя Великої Британії. Під командуванням комодора Фрідріха Бонте на флагмані Z19 «Герман Кунне», Z4 «Ріхард Бітцен», Z8 «Бруно Гайнеман», Z14 «Фрідріх Ін» і Z15 «Ерік Штайнбрінк» встановили 240 мін у гирлі річки Тайн. Не знаючи про постановку мінного поля, британці втратили на ньому 11 суден загальною тоннажністю 18 979 брутто-реєстрових тонн. По дорозі додому есмінцям було наказано супроводити покалічені легкі крейсери «Лейпциг» і «Нюрнберг», торпедовані підводним човном «Салмон». Незважаючи на їхню охорону, британський підводний човен «Урсула» зумів пробратися всередину похідного ордеру і в естуарії Ельби здійснити залп із шести торпед по «Лейпцигу». Дві торпеди вразили допоміжний корабель ескорту F9, який за три хвилини затонув із серйозними втратами особового складу, але інші торпеди промахнулися.
У ніч проти 11 січня 1940 року Бонте на чолі групи німецьких есмінців Z14 «Фрідріх Ін», Z21 «Вільгельм Гайдкам», Z16 «Фрідріх Еккольдт», Z22 «Антон Шмітт», Z4 «Ріхард Бітцен» і Z20 «Карл Гальстер» здійснив чергову постановку мінного поля в районі Ньюкасла. На цьому мінному полі затонув лише один риболовецький траулер вагою 251 тонну. 9/10 лютого 1940 року Z3 «Макс Шультц», Z4 «Ріхард Бітцен» і Z16 «Фрідріх Еккольдт» встановили 110 магнітних мін у районі біля міста Гарідж, де затонуло шість суден (28 496 GRT) та ще одне дістало пошкоджень.
22 лютого Z4 «Ріхард Бітцен» та есмінці Z3 «Макс Шультц», Z-1 «Леберехт Маасс», Z6 «Теодор Рідель», Z13 «Еріх Келлнер» і Z16 «Фрідріх Еккольдт» вирушили до Доггер-банки для перехоплення британських риболовецьких суден в операції «Вікінгер». По дорозі флотилія була помилково атакована бомбардувальником Heinkel He 111 з 26-ї бомбардувальної ескадри. Z-1 «Леберехт Маасс» був уражений принаймні однією бомбою, втратив рульове управління, переламався навпіл і потонув, втративши 280 людей екіпажу. Під час рятувальних зусиль Z3 «Макс Шультц» натрапив на міну і затонув зі втратою всього свого екіпажу у 308 осіб. Гітлер наказав провести розслідування причин катастрофи, комісія дійшла висновку, що обидва кораблі були затоплені бомбами He 111. Командування Крігсмаріне не попередило свої есмінці про те, що Люфтваффе в той час проводить протикорабельне патрулювання, а також не повідомив Люфтваффе про те, що його есмінці перебуватимуть у морі в цьому районі. Післявоєнні дослідження довели, що один або обидва німецькі есмінці підірвалися на британських мінах, встановлених есмінцями «Айвенго» та «Інтрепід».
На момент початку операції «Везербюнг» Z4 «Ріхард Бітцен» перебував у резерві флоту. 11 квітня він супроводжував легкий крейсер «Кельн» до Вільгельмсгафена. З 28 квітня по 20 травня він залучався до постановки мінного поля в Каттегаті, а потім встав на ремонт, який тривав до вересня. У жовтні есмінець перевели до окупованого Бреста. У ніч з 24 на 25 листопада Z4 «Ріхард Бітцен», Z10 «Ганс Лоді» та Z20 «Карл Гальстер» вийшли в бойовий похід з Бреста, прямуючи до району Лендс-Енд. У ході походу вони натрапили на кілька англійських риболовецьких суден поблизу маяка Волф-Рок і обстріляли їх з гармат. Пізніше німецькі кораблі помітили невеликий конвой і потопили одне з трьох суден та пошкодили ще одне. П'ять есмінців британської 5-ї флотилії не змогли перехопити німецькі есмінці до світанку. Через три ночі німецькі есмінці знову атакували британські цивільні судна, але цього разу близько 06:30 29 листопада 5-та флотилія есмінців Королівського флоту змогла перехопити ворожі кораблі. Німці відкрили вогонь першими, кожен есмінець випустив по чотири торпеди, з яких лише дві з Z10 «Ганс Лоді» вразили свою ціль — британський есмінець «Джавелін». Вибухами торпед були відірвані ніс та корма, але британці змогли відбуксирувати пошкоджений корабель додому.
Протягом січня 1941 року корабель поставив мінне поле біля узбережжя південно-східної частини Англії. Наступного місяця Z4 «Ріхард Бітцен» супроводжував важкий крейсер «Адмірал Гіппер» при виході та поверненні до Бреста. Невдовзі Z4 «Ріхард Бітцен» пройшов ремонт у доках Кіля, після чого в липні 1941 року приєднався до 6-ї флотилії есмінців, що базувалася в окупованому норвезькому Кіркенесі. 12–13 липня при проведення бойової операції 6-та флотилія потопила два невеликі радянські кораблі, втративши при цьому 80 % боєприпасів флотилії.

### 1942
У середині січня 1942 року есмінець входив до сил ескорту лінкора «Тірпіц», коли той здійснював перехід з Балтики до Тронгейму. 24 січня Z4 «Ріхард Бітцен» у складі 5-ї флотилії есмінців відплив з Кіля до Франції в рамках підготовки до операції «Цербер». Увечері 25 січня Z8 «Бруно Гайнеман» підігравався на закладених британським загороджувачем «Пловер» мінах біля бельгійського узбережжя і затонув. Z4 «Ріхард Бітцен» врятував 200 вцілілих і вирушив до Гавра, щоб висадити їх на берег. 11 лютого німецькі кораблі почали ризикований прорив своїх лінкорів «Шарнгорст» і «Гнейзенау» та важкого крейсера «Принц Ойген», під загальним командуванням адмірала Отто Ціліакса з Бреста, що стало несподіванкою для англійців. Z4 «Ріхард Бітцен» допоміг відбити атаку п'яти британських есмінців і був пошкоджений близьким розривом бомби бомбардувальника «Брістоль Бленгейм», який екіпаж німецького корабля збив за допомогою 20-мм зенітної установки. Незабаром після цього корабель приєднався до чотирьох інших есмінців, які супроводжували «Принца Ойген» та «Адмірала Шеера» до Тронгейму. Погані погодні умови змусили Z4 «Ріхард Бітцен» та два інших есмінці повернутися до порту, не діставшись Тронгейму, але 23 лютого «Принц Ойген» був сильно пошкоджений атакою британського підводного човна «Трайдент» після їхнього відходу, і був виведений зі строю до жовтня. 14 березня есмінець встав на капітальний ремонт у Бремені, після завершення якого увійшов до сил супроводження важкого крейсера «Лютцов», який прямував до затоки Буген.
Z4 «Ріхард Бітцен» брав участь у підготовчих заходах операції «Рессельшпрунг», спробі перехопити арктичний конвой PQ 17 у липні 1942 року. «Адмірал Шеер» та «Лютцов» створили одну групу, тоді як «Тірпіц» та «Адмірал Гіппер» створили іншу групу. На шляху до місця зустрічі в Алта-фіорді «Лютцов» та три есмінці наразилися на мілину, змусивши всю групу відмовитись від операції. 2–3 липня Z4 «Ріхард Бітцен» супроводжував два нафтові танкери до Альта-фьорду.
У серпні під час операції «Вундерланд» есмінець разом з Z16 «Фрідріх Еккольдт» та Z15 «Ерік Штайнбрінк» супроводжували «Адмірала Шеєра» на початку та в кінці його місії для нападу на радянські маршрути судноплавства в Карському морі. У середині серпня кораблі також супроводжували мінний загороджувач «Ульм» для постановки мінного поля біля мису Желанія.
13–15 жовтня есмінці Z4 «Ріхард Бітцен», Z16 «Фрідріх Еккольдт», Z27 та Z30 поставили мінне поле біля півострова Канін у гирлі Білого моря, на якому підірвався радянський криголам «Мікоян». Через три тижні, на початку листопада, ті ж чотири есмінці проводжали «Адмірал Гіппер», коли він намагався перехопити торгові кораблі союзників, які самостійно прямували до радянських портів.

### Бій у Баренцовому морі
30 грудня 1942 року важкі крейсери «Лютцов» та «Адмірал Гіппер» у супроводі шести есмінців, серед них «Ріхард Бітцен», вийшли з Нарвіка для проведення операції «Регенбоген» — напад на конвой JW 51B, який, за даними німецької розвідки, йшов з Лох Ю до радянського Мурманська й мав лише легкі сили ескорту. Для проведення операції виділялося оперативна група німецького флоту у складі важкого крейсера «Адмірал Гіппер», «кишенькового» лінкора «Лютцов» і шести есмінців. За планом віцеадмірала Оскара Кумметца німецькі сили ділилися навпіл: одне угруповання з крейсером «Адмірал Гіппер», есмінцями Z4 «Ріхард Бейтцен», Z16 «Фрідріх Еккольдт» та Z29 мало атакувати конвой з півночі, відволікаючи головні сили ескорту на себе. Потім друге угруповання — крейсер «Лютцов» та три есмінці — Z30, Z6 «Теодор Рідель» та Z31 — атакували б незахищені транспортні судна конвою з півдня.
Британський есмінець «Обд'юрет», виконуючи бойове завдання з супроводження, першим наразився на німецькі бойові кораблі. Незважаючи на довгий і наполегливий обстріл конвою, британці, не втративши жодного транспортного судна конвою, зуміли відбити атаку німців. У морському бою з боку британського флоту загинули ескадрений міноносець «Акейтіз» та тральщик «Бремблі». Німецький флот втратив есмінець Z16 «Фрідріх Еккольдт», який вогнем корабельних гармат знищили британські крейсери «Шеффілд» і «Джамайка», котрих німці в сутінках помилково прийняли за власні крейсери. Перш ніж німецькі капітани зрозуміли свою помилку, британці відкрили по ним щільний вогонь. «Фрідріх Еккольдт», що йшов першим, отримав влучення у центр корпусу і затонув менш, ніж за дві хвилини; на ньому загинув весь екіпаж у 340 або 341 особу. Z4 «Ріхард Бейтцен» вислизнув без пошкоджень. Ця сутичка відвернула британські крейсери і вони втратили контакт з крейсером «Адмірал Гіппер», який повним ходом йшов на схід.